# MAN ND 202
Der MAN ND 202 ist ein Niederflur-Doppeldeckerbus des Nutzfahrzeugherstellers MAN (Fahrwerkskomponenten) und ABB Henschel (ehemalige Waggon Union, Aufbau), der in Berlin als Stadtlinienbus eingesetzt wurde.

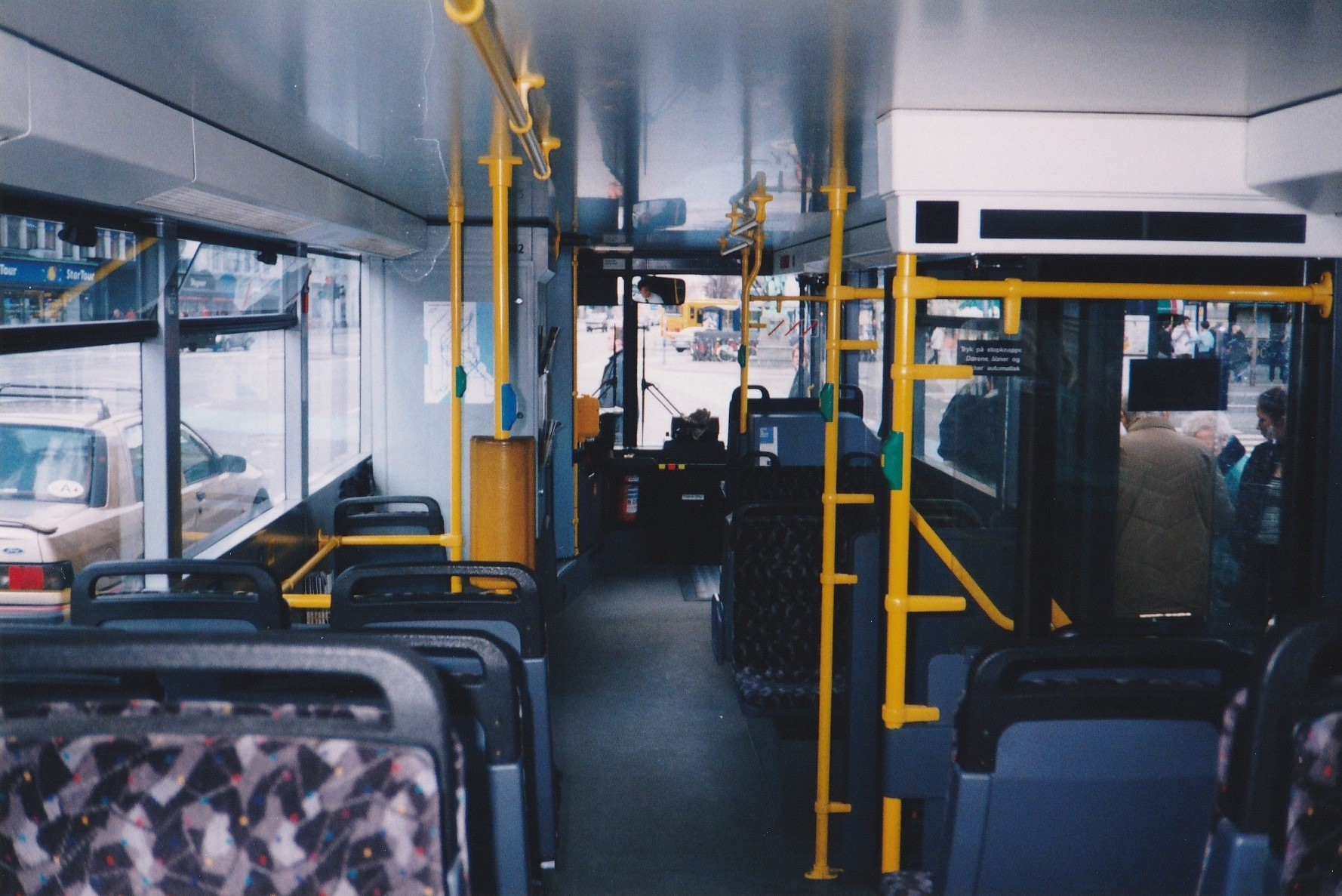
Innenraum im Unterdeck

Nachdem 1992 die Produktion des Doppeldeckertyps MAN SD 202 eingestellt wurde, suchten die Berliner Verkehrsbetriebe (BVG) nach einem Nachfolgemodell. Dieses sollte insbesondere in Niederflur-Bauweise ausgeführt sein.
1994 lieferten MAN und ABB Henschel den Prototyp (Wagennummer 3000) des als ND 202 bezeichneten neuen Doppeldeckerbusses. Es war nicht nur der erste Niederflur-Doppeldeckerbus für den Stadtverkehr, er verfügte auch über weitere Neuerungen, darunter eine dritte Innenschwenktür hinter der Hinterachse, zusätzliche Fahrgastinformationssysteme in Form von Flüssigkristallanzeigen, einen Fahrzeugaufbau aus Aluminium und eine Lackierung in den damals neuen BVG-Farben (Sonnengelb mit weißem Dach und grauer Schürze). Die (Abgangs-)Treppe vom Oberdeck nach unten zur dritten Tür wurde im Heck über dem Motor platziert.
Nach intensiver Erprobung auf mehreren Linien und Fahrgastbefragungen zum neuen Modell erfolgte 1995 die Serienlieferung von lediglich 86 Fahrzeugen. Auffälligste Änderungen im Außenbereich zum Prototyp waren der Wegfall des letzten Fensters im Unterdeck auf der linken Seite sowie ein neues Design des Kaltluft-Ansauggitters auf der rechten Seite.
Nachteilig war die größere Höhe von 4,12 m gegenüber 4,06 m der anderen Doppeldeckertypen. Dies führte zu Einschränkungen im Linieneinsatz. Als störend empfanden viele Fahrgäste die verhältnismäßig lauten Motorgeräusche insbesondere im Unterdeck. Dort waren im Heck der auch im MAN NL 202 verwendete Dieselmotor mit 157 kW (213 PS) und ein Voith-Automatikgetriebe untergebracht.
An den meisten Fahrzeugen wurde später der MAN-Schriftzug zwischen den Frontscheinwerfern entfernt, dieser Bereich trug nun eine gelbe Lackierung mit einem stilisierten Brandenburger Tor.
Bis zur Einführung des Nachfolgers Lion’s City DD im Jahr 2004 war der ND 202 der modernste Doppeldeckbus der BVG.

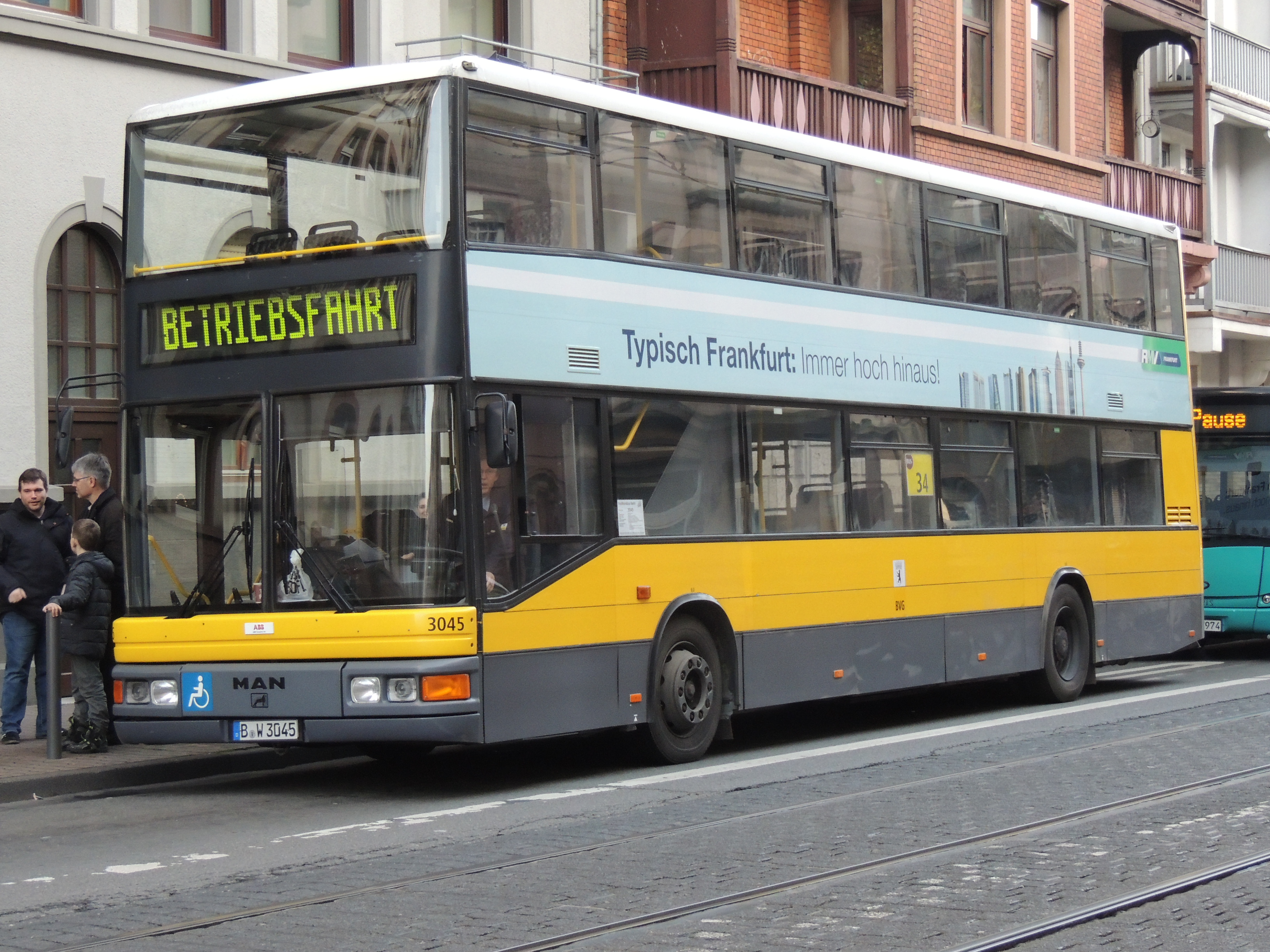
ex-BVG 3045 im Testeinsatz 2015 in Frankfurt-Bornheim

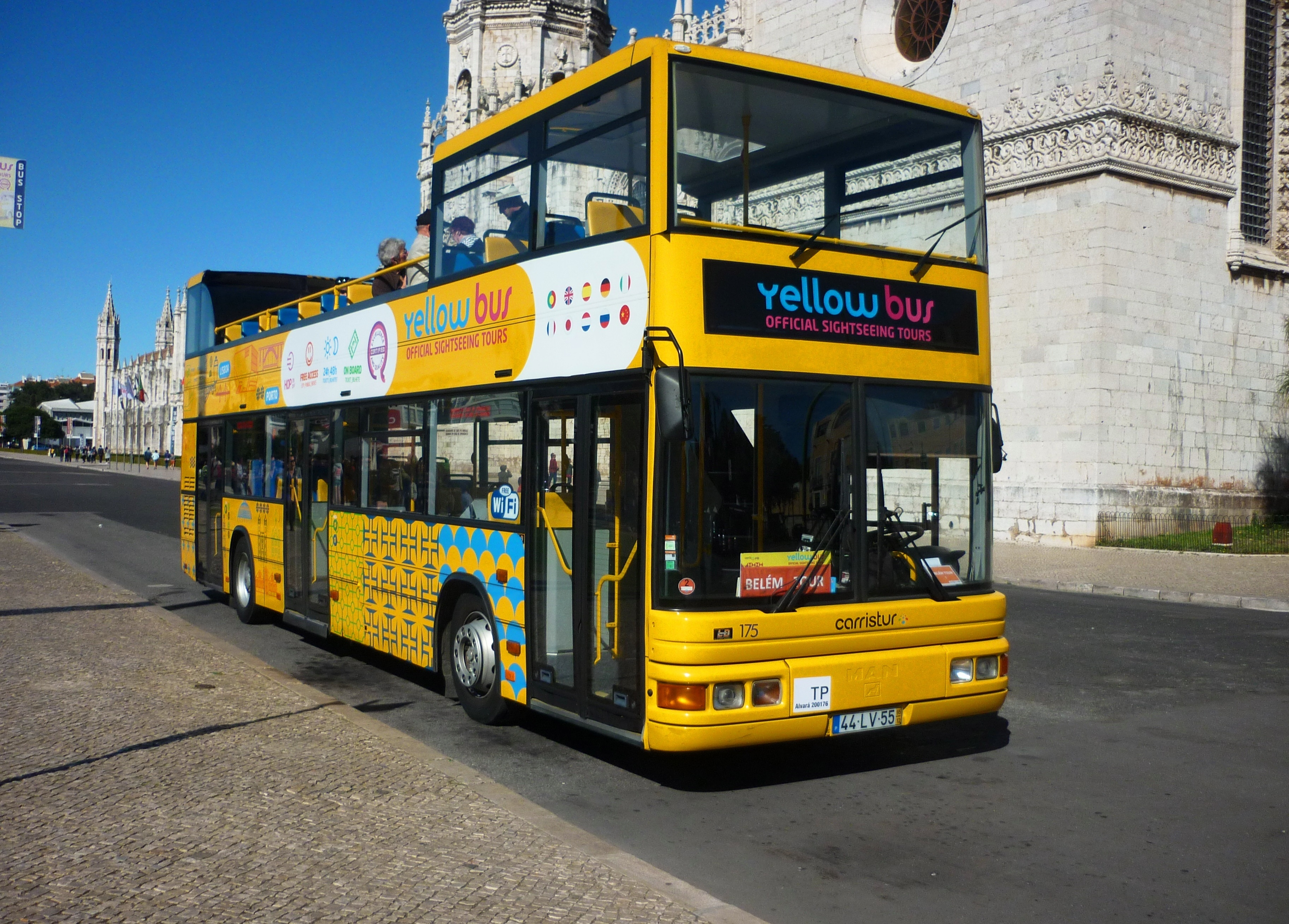
Zum Sightseeingbus umgebauter ND202 in Lissabon

Nach der Auslieferung der Serie DL09 der Lion’s City DD im Jahr 2009 sind die DN entbehrlich geworden. Letzter Betriebstag der alten Fahrzeuge war der 12. Februar 2010.
Inzwischen wird auch dieser Doppeldeckerbustyp als Stadtrundfahrtbus in verschiedenen Städten benutzt. Im Dezember 2015 erfolgte testweise der Einsatz eines museal bei der Traditionsbus GmbH Berlin erhaltenen Fahrzeugs dieses Typs durch die Nahverkehrsgesellschaft traffiQ in Frankfurt am Main zur Ermittlung der Akzeptanz bei den Fahrgästen. Dieser und weitere Tests 2016 mit dem Typ MAN Lion’s City DD A39 sollten der Überprüfung dienen, ob in Zukunft wieder (wie bereits von 1967 bis 1976) Doppeldeckerbusse zur Kapazitätssteigerung auf bestimmten Linien in Frankfurt eingesetzt werden könnten, auf denen der Einsatz von Gelenkbussen aus Platzgründen nicht in Frage kam.